# Ergociudad
La ergociudad es una paradigma o concepción modelica, que surge desde la ergonomía para observar las interacciones entre personas, objetos y entorno, en los espacios urbanos. El concepto nace de la unión entre las palabras Ergonomía y Ciudad, la primera entendida como la disciplina que estudia las normas del trabajo (trabajo entendido como cualquier actividad humana; y, la norma que regula las condiciones en que se desarrolla la actividad, en pos de la búsqueda de confort y rendimiento del sistema), lo cual da lugar al estudio de las actividades humanas en la ciudad.
La ergociudad surge como respuesta a la interrogante por la calidad de vida en el entorno urbano, en acuerdo a las actividades y prácticas de las personas, considerando la exploración de los componentes objetivos de los factores ambientales y los factores subjetivos de la percepción de las personas que viven y habitan los espacios de la ciudad.

## Aplicación al urbanismo
La propuesta de la Ergociudad pretende contribuir con nuevas herramientas metodológicas que integren la mirada de quienes habitan la ciudad y su relación con los objetos y el entorno a través de criterios que debieran estar presentes en la construcción presente y futura del mundo en el cual queremos vivir, de otro modo las consecuencias serán siempre una continua adaptación al mundo como se ha construido, en lugar de adaptar lo que se construye a las personas. 
La ciudad experimenta transformaciones de forma natural, tanto por las posibilidades que ofrecen las nuevas tecnologías como por los cambios que va teniendo la sociedad en el tiempo. Los avances en la medicina demuestran que las condiciones físicas de la ciudad impactan de manera positiva o negativa en la salud y el confort de las personas. Sin embargo, tradicionalmente se concibe y construye el hábitat de manera estructural, es decir, la planificación es de carácter morfológico. La aproximación a la ciudad desde su planificación es vista desde arriba hacia abajo y principalmente considera la dimensión físico espacial de los elementos que constituyen el espacio urbano. En los procesos de construcción de la ciudad y en la forma de entender los fenómenos urbanos no existe la integración de factores relevantes en términos humanos, relacionales, sociales, económicos y medioambientales, que no pueden racionalizarse o estandarizarse en un modelo estático de ciudad. 

## Ergonomía Urbana
Su objetivo es estudiar el espacio urbano para identificar y describir aquellos factores que inciden en la calidad físico espacial y la valoración perceptual que le otorgan las personas, por medio de un conjunto de indicadores que constituyen el Índice Ergourbano. Ello considerando que la incorporación de criterios subjetivos al diseño del espacio urbano podría hacer efectiva la inclusión de la dimensión humana en el análisis, actualización y formulación de los planes y proyectos derivados de las políticas públicas. Vigentes.

## Implicaciones
La realización de la vida en sus diversos ámbitos se constituye en motor de transformación dinámica de los factores que inciden en el diseño de la ciudad en sus distintas escalas. Lo anterior implica incluir los aspectos físicos y psicosociales de las personas. El medio ambiente urbano experimenta transformaciones, tanto por cambios tecnológicos como por la evolución misma de los seres humanos. Los avances en medicina demuestran que las condiciones físicas de la ciudad contribuyen de manera positiva o negativa a la salud y al confort de las personas.